# Shyamal Bose
Shyamal Bose (ur. 24 marca 1961 w Gosaba) – indyjski duchowny katolicki, biskup Baruipur od 2020.

## Życiorys

### Prezbiterat
Święcenia kapłańskie otrzymał 5 maja 1991 i został inkardynowany do diecezji Baruipur. Pracował głównie jako duszpasterz parafialny, był także m.in. dyrektorem diecezjalnego ośrodka pomocy społecznej, wikariuszem generalnym diecezji oraz kanclerzem kurii biskupiej i ekonomem diecezjalnym.

### Episkopat
17 maja 2019 papież Franciszek mianował go biskupem koadiutorem diecezji Baruipur. Sakry udzielił mu 24 czerwca 2019 metropolita Kalkuty - arcybiskup Thomas D’Souza. Obowiązki biskupa diecezjalnego przejął 4 maja 2020.